# Sardar Azmun
Sardar Azmun (pers. ‏سردار آزمون‎, ur. 1 stycznia 1995 w Gonbad-e Kawus) – irański piłkarz turkmeńskiego pochodzenia, występujący na pozycji napastnika we włoskim klubie AS Roma oraz reprezentacji Iranu.

## Kariera klubowa
Swoją karierę rozpoczął w Oghab Gonbad. Potem grał w klubach Szamuszak Gorgan i Etka Gorgan. W wieku 15 lat podpisał kontrakt z Sepahanem, w którym nie zagrał jednak ani minuty i występował w drużynie młodzieżowej. W styczniu 2013 przeniósł się do Rubina Kazań. 25 lipca 2013 zadebiutował w pierwszym zespole w meczu Kwalifikacji Ligi Europejskiej przeciwko FK Jagodina, stając się najmłodszym irańskim piłkarzem w europejskich pucharach. 29 sierpnia 2013 strzelił swojego pierwszego gola w drugim występie w Lidze Europejskiej w wygranym 3:0 meczu fazy grupowej z Molde FK. 6 października 2013 miał ligowy debiut w wygranym 5:1 meczu z Anży Machaczkała, strzelił bramkę na 5:1. W sezonie 2015/2016 został wypożyczony do FK Rostów, po tym okresie rostowski klub zdecydował się na wykupienie Azmuna. Z początkiem czerwca 2017 ponownie trenował z Rubinem, a 14 czerwca tego samego roku, klub ogłosił o jego transferze. 1 lutego 2019 przeniósł się do Zenitu Petersburg, za kwotę 12 mln euro, z którym podpisał trzyipółroczny kontrakt. W nowym klubie zadebiutował w meczu Ligi Europy z Fenerbahçe SK. W tym samym sezonie zdobył z klubem Mistrzostwo Rosji. 22 stycznia 2022, Bayer 04 Leverkusen ogłosił podpisanie pięcioletniego kontraktu z napastnikiem, który miał wejść w życie 1 lipca 2022, jednak 30 stycznia 2022 Zenit ogłosił, że kluby porozumiały się w sprawie transferu, a Azmun natychmiast przeniesie się do Bayeru.

## Kariera reprezentacyjna
Zanim Azmun trafił do dorosłej reprezentacji Iranu, grał w sekcji U-17, U-20 i U-23. W senatorskiej kadrze zadebiutował 26 maja 2014 w towarzyskim meczu z Czarnogórą. Pierwszego gola zdobył 18 listopada 2014 w meczu z Koreą Południową. Uczestniczył w Pucharze Azji 2015, gdzie strzelił dwie bramki. Został również powołany na Mistrzostwa Świata 2018, gdzie Iran zaprezentował się bardzo dobrze. W Pucharze Azji 2019 był najlepszym strzelcem zespołu i zdobył z drużyną brązowy medal. W azjatyckich eliminacjach do Mistrzostw Świata w Katarze zdobył 10 bramek, co ponownie uczyniło go najlepszym strzelcem reprezentacji. 

## Życie prywatne
Azmun urodził się w sunnickiej rodzinie, a jego rodzice są irańskimi Turkmenami. Jego ojcem jest Chalil Azmun, były irański siatkarz i reprezentant kraju, a obecnie trener siatkarski.
Mówi płynnie po persku, rosyjsku i turkmeńsku. Jest kibicem Realu Madryt, a jego marzeniem jest gra w angielskiej Premier League.